# Mohel
El mohel (en hebreu: מוהל, en plural: mohelim) és el que porta a terme el Brit Milà, segons la tradició jueva, és a dir, la circumcisió ritual d'un nadó en el vuitè dia després del seu naixement. En el judaisme modern, la circumcisió és realitzada per un mohel, un especialista amb un coneixement profund del procediment i ritual, bíblicament, el manament de la circumcisió s'adreça al pare del nen, no obstant això, la majoria de pares jueus prefereixen delegar el Brit Milà amb un mohel. Hi ha un costum per al mohel, fer la seva primera circumcisió amb el seu propi fill, si és possible, sota la direcció del seu mestre. El moviment reformista, forma i acredita mohelim.